# إكباتان
إكباتان (أو هانقماتانا/هقماتانا "مدينة التجمعات") هي مدينة من التاريخ القديم يوافق موقعها في الوقت الحاضر مدينة همدان في إيران الواقعة على سفح جبل العاصي جنوب غرب بحر قزوين وشمال شرق بابل.
كانت المدن المسوّرة في إيران القديم تتبع نوعين من التخطيط، الخطة المستطيلة، والخطة المستديرة مثل التي استعملت في إكباتان، هذه المدن يغلب عليها النمط السماوي الديني. إذ أن المجوس كانوا يقيمون فيها. هذه المدن المستديرة كانت تسمى قريذ. من بينها فيروز آباد ، تخت سليمان (مدينة بارثية-ساسانية)، على عكس هذه المدن، تتبع يبيسابور التخطيط المستدير وهي ليست زرادشتية.

## الاسم
ورد ذكر مدينة إكباتان تحت اسم أمادانا في سجلات إمبراطور آشور تغلث فلاسر الأول  (1116-1077)، و سمّى الإغريق المدينة بإكباتان.ا أمّا في أسخيلوس فقد وردت تحت اسم أقبتان و كتبها نبو نيد أقامتانو. ونقش دارا الأول في نقش بيستون الشهير، اسم المدينة على شكل همقماتانا في الغة الفارسية القديمة. هذا النقش عادة ما يفسر على أنه يعني مكان الاجتماع، إذ يبدو أنّ قبل تشكيل الدولة الميدية كان الناس يلتقون في هذا المكان. هيرودوت لمّح إلى هذا النوع من التجمعات ولكن لم يحدد مكانها</ref>,.

## التاريخ

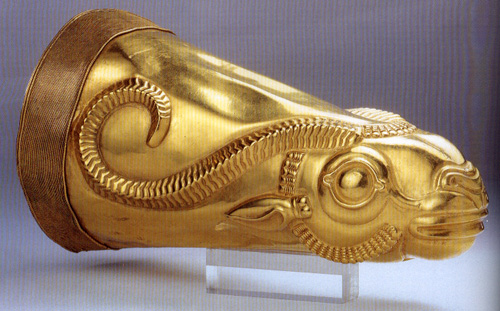
ریتون ذهبي أخميني وجد في إكباتان ومحفوظ اليوم في متحف إيران الوطني.

إكباتان أصبحت عاصمة الميديين في نهاية القرن 8 ق م في عهد مؤسس الإمبراطورية الميدية ديجوسيس (728-675). سوف تبقى تحت سيطرة الميدين إلى أن يستولي الاخمينيون على المدينة سنة 549، من قبل الملك الاخميني كورش الكبير (558-528)، الذي أطاح بحكم ملك الميدين أستياجيس. أبقى الاخمينيون على إكبتان كعاصمة صيفية لهم. في سنة 330 ملك مقدونيا الإسكندر الأكبر يستولي على إكباتان وعلى خزينة داريوس الثالث الذي كان محجوزا منذ معركة غوغميلا. في سنة 324، حين عودته إلى إكباتان من حملة عسكرية في الهند ، مات هيفستيون وهو صديق الإسكندر المقدوني ضحية حمى التيفوئيد. بعد رحيل الإسكندر الأكبرعنها فقدت المدينة كل أهمية سياسية وأصبحت مدينة ثانوية تربط بين الهضبة الإيرانية وبلاد الرافدين.
بعد ذلك نهبت عدة مرات ثم أصبحت تحت هيمنة البارثيين، عاصمة ساترابي. وفقا لسترابو و تاسيتس ، الملوك البارثيين جعلت من إكباتان واحدة من مساكنهم الصيفية. ثم أصبحت في القرن 3 عاصمة الساسانيين.